# 岐阜県の市町村旗一覧
岐阜県の市町村旗一覧（ぎふけんのしちょうそんきいちらん）は、岐阜県内の市町村に制定されている、あるいは制定されていた市町村旗の一覧である。なお、一覧の順序は全国地方公共団体コード順による。廃止された市町村旗は廃止日から順に掲載している。

## 市部
| 市         | 市旗 | 制定有無 | 制定日        | 旗の色                                                   | 備考 |
| ---------- | ---- | -------- | ------------- | -------------------------------------------------------- | ---- |
| 岐阜市     |      | あり     | 不明          | 地色は白色であり、紋章は赤色が指定されている             |      |
| 大垣市     |      | あり     | 1918年4月1日  | 地色は青色であり、紋章は白色が指定されている             |      |
| 高山市     |      | なし     | なし          | 地色は白色であり、紋章は青色が指定されている             |      |
| 多治見市   |      | あり     | 1981年2月1日  | 地色は紫色であり、紋章は白色が指定されている             |      |
| 関市       |      | あり     | 1963年7月17日 | 地色は緑色であり、紋章は白色が指定されている             |      |
| 中津川市   |      | あり     | 1976年8月1日  | 地色は白色であり、紋章は青色が指定されている             |      |
| 美濃市     |      | なし     | なし          | 地色は青色であり、紋章は白色が指定されている             |      |
| 瑞浪市     |      | なし     | なし          | 地色は白色であり、紋章は水色が指定されている             |      |
| 羽島市     |      | なし     | なし          | 地色は紫色であり、紋章は白色が指定されている             |      |
| 恵那市     |      | なし     | なし          | 地色は臙脂色であり、紋章は白色が指定されている           |      |
| 美濃加茂市 |      | なし     | なし          | 地色はコバルトブルー色であり、紋章は白色が指定されている |      |
| 土岐市     |      | なし     | なし          | 地色は紺色であり、紋章は白色が指定されている             |      |
| 各務原市   |      | なし     | なし          | 地色は臙脂色であり、紋章は黄色が指定されている           |      |
| 可児市     |      | なし     | なし          | 地色は白色であり、紋章は臙脂色が指定されている           |      |
| 山県市     |      | なし     | なし          | 地色は白色であり、紋章は指定色が指定されている           |      |
| 瑞穂市     |      | なし     | なし          | 地色は白色であり、紋章は指定色が指定されている           |      |
| 飛騨市     |      | あり     | 2004年2月1日  | 地色は青緑色であり、紋章は白色が指定されている           |      |
| 本巣市     |      | なし     | なし          | 地色は緑色であり、紋章は白色が指定されている             |      |
| 下呂市     |      | なし     | なし          | 地色は白色であり、紋章は指定色が指定されている           |      |
| 海津市     |      | なし     | なし          | 地色は白色であり、紋章は指定色が指定されている           |      |
| 郡上市     |      | あり     | 2004年8月30日 | 地色は白色であり、紋章は指定色が指定されている           |      |

## 町村部
| 郡     | 町村     | 町村旗 | 制定有無 | 制定日       | 旗の色                                         | 備考              |
| ------ | -------- | ------ | -------- | ------------ | ---------------------------------------------- | ----------------- |
| 羽島郡 | 岐南町   |        | なし     | なし         | 地色は深緑色であり、紋章は橙色が指定されている |                   |
| 羽島郡 | 笠松町   |        | なし     | なし         | 地色は白色であり、紋章は深緑色が指定されている |                   |
| 養老郡 | 養老町   |        | なし     | なし         | 地色は白色であり、紋章は青色が指定されている   |                   |
| 不破郡 | 垂井町   |        | なし     | なし         | 地色は青色であり、紋章は白色が指定されている   |                   |
| 不破郡 | 関ケ原町 |        | なし     | なし         | -                                              |                   |
| 安八郡 | 神戸町   |        | なし     | なし         | -                                              |                   |
| 安八郡 | 輪之内町 |        | なし     | なし         | 地色は臙脂色であり、紋章は白色が指定されている |                   |
| 安八郡 | 安八町   |        | なし     | なし         | 地色は水色であり、紋章は白色が指定されている   |                   |
| 揖斐郡 | 揖斐川町 |        | あり     | 2005年7月1日 | 地色は白色であり、紋章は指定色が指定されている | 2代目の町旗である |
| 揖斐郡 | 大野町   |        | なし     | なし         | 地色は白色であり、紋章は緑色が指定されている   |                   |
| 揖斐郡 | 池田町   |        | なし     | なし         | 地色は白色であり、紋章は青色が指定されている   |                   |
| 本巣郡 | 北方町   |        | なし     | なし         | 地色は白色であり、紋章は緑色が指定されている   |                   |
| 加茂郡 | 坂祝町   |        | なし     | なし         | 地色は黄緑色であり、紋章は白色が指定されている |                   |
| 加茂郡 | 富加町   |        | なし     | なし         | 地色は濃緑色であり、紋章は白色が指定されている |                   |
| 加茂郡 | 川辺町   |        | なし     | なし         | 地色は臙脂色であり、紋章は白色が指定されている |                   |
| 加茂郡 | 七宗町   |        | なし     | なし         | 地色は臙脂色であり、紋章は白色が指定されている |                   |
| 加茂郡 | 八百津町 |        | なし     | なし         | 地色は橙色であり、紋章は白色が指定されている   |                   |
| 加茂郡 | 白川町   |        | なし     | なし         | 地色は深緑色であり、紋章は白色が指定されている |                   |
| 加茂郡 | 東白川村 |        | なし     | なし         | 地色は緑色であり、紋章は白色が指定されている   |                   |
| 可児郡 | 御嵩町   |        | なし     | なし         | 地色は白色であり、紋章は緑色が指定されている   |                   |
| 大野郡 | 白川村   |        | なし     | なし         | 地色は白色であり、紋章は青色が指定されている   |                   |

## 廃止された市町村旗

### 2004年以前
| 市郡   | 町村     | 市町村旗 | 制定有無 | 制定日        | 廃止日         | 旗の色                                             | 備考                                           |
| ------ | -------- | -------- | -------- | ------------- | -------------- | -------------------------------------------------- | ---------------------------------------------- |
| 郡上郡 | 明方村   |          | なし     | なし          | 1992年4月1日   | -                                                  |                                                |
| 山県郡 | 高富町   |          | なし     | なし          | 2003年4月1日   | -                                                  |                                                |
| 山県郡 | 伊自良村 |          | なし     | なし          | 2003年4月1日   | 地色は白色であり、紋章は緑色が指定されている       |                                                |
| 山県郡 | 美山町   |          | なし     | なし          | 2003年4月1日   | 地色は臙脂色であり、紋章は白色が指定されている     |                                                |
| 本巣郡 | 巣南町   |          | あり     | 1974年11月4日 | 2003年5月1日   | -                                                  |                                                |
| 本巣郡 | 穂積町   |          | なし     | なし          | 2003年5月1日   | -                                                  |                                                |
| 吉城郡 | 古川町   |          | なし     | なし          | 2004年2月1日   | -                                                  |                                                |
| 吉城郡 | 神岡町   |          | あり     | 1972年5月29日 | 2004年2月1日   | 地色は白色であり、紋章は緑色が指定されている       |                                                |
| 吉城郡 | 河合村   |          | なし     | なし          | 2004年2月1日   | -                                                  |                                                |
| 吉城郡 | 宮川村   |          | なし     | なし          | 2004年2月1日   | -                                                  |                                                |
| 本巣郡 | 本巣町   |          | なし     | なし          | 2004年2月1日   | -                                                  |                                                |
| 本巣郡 | 真正町   |          | なし     | なし          | 2004年2月1日   | -                                                  |                                                |
| 本巣郡 | 糸貫町   |          | なし     | なし          | 2004年2月1日   | -                                                  |                                                |
| 本巣郡 | 根尾村   |          | なし     | なし          | 2004年2月1日   | -                                                  |                                                |
| 益田郡 | 小坂町   |          | なし     | なし          | 2004年3月1日   | -                                                  |                                                |
| 益田郡 | 金山町   |          | あり     | 1965年6月25日 | 2004年3月1日   | 地色は白色であり、紋章は緑色が指定されている       |                                                |
| 益田郡 | 下呂町   |          | なし     | なし          | 2004年3月1日   | -                                                  |                                                |
| 益田郡 | 萩原町   |          | あり     | 1960年7月1日  | 2004年3月1日   | 地色は白色であり、紋章は海老茶色が指定されている   | 1962年7月1日に適用された                       |
| 益田郡 | 馬瀬村   |          | なし     | なし          | 2004年3月1日   | -                                                  |                                                |
| 郡上郡 | 白鳥町   |          | なし     | なし          | 2004年3月1日   | 地色は青色であり、紋章は白色が指定されている       |                                                |
| 郡上郡 | 八幡町   |          | あり     | 1970年5月1日  | 2004年3月1日   | 地色は白色であり、紋章は緑色が指定されている       |                                                |
| 郡上郡 | 大和町   |          | あり     | 1965年4月1日  | 2004年3月1日   | 地色は臙脂色であり、紋章は白色が指定されている     | 大和村旗と指定制定され、町制施行後に継承された |
| 郡上郡 | 高鷲村   |          | なし     | なし          | 2004年3月1日   | 地色は緑色であり、紋章は白色が指定されている       |                                                |
| 郡上郡 | 美並村   |          | なし     | なし          | 2004年3月1日   | 地色は白色であり、紋章は臙脂色が指定されている     |                                                |
| 郡上郡 | 明宝村   |          | なし     | なし          | 2004年3月1日   | 地色は緑色であり、紋章は白色が指定されている       |                                                |
| 郡上郡 | 和良村   |          | なし     | なし          | 2004年3月1日   | 地色は白色であり、紋章は緑色が指定されている       |                                                |
| 恵那郡 | 明智町   |          | なし     | なし          | 2004年10月25日 | 地色は白色であり、紋章は紺色が指定されている       |                                                |
| 恵那郡 | 岩村町   |          | なし     | なし          | 2004年10月25日 | 地色は白色であり、紋章は緑色が指定されている       |                                                |
| 恵那郡 | 上矢作町 |          | なし     | なし          | 2004年10月25日 | 地色は白色であり、紋章は緑色と水色が指定されている |                                                |
| 恵那郡 | 山岡町   |          | なし     | なし          | 2004年10月25日 | 地色は白色であり、紋章は紺色が指定されている       |                                                |
| 恵那郡 | 串原村   |          | なし     | なし          | 2004年10月25日 | 地色は青色であり、紋章は白色が指定されている       |                                                |
| 羽島郡 | 川島町   |          | なし     | なし          | 2004年10月1日  | -                                                  |                                                |

### 2005年以降
| 市郡   | 町村     | 市町村旗 | 制定有無 | 制定日         | 廃止日        | 旗の色                                             | 備考             |
| ------ | -------- | -------- | -------- | -------------- | ------------- | -------------------------------------------------- | ---------------- |
| 揖斐郡 | 揖斐川町 |          | なし     | なし           | 2005年1月31日 | -                                                  | 初代の町旗である |
| 揖斐郡 | 春日村   |          | あり     | 1973年12月18日 | 2005年1月31日 | 地色は白色であり、紋章は緑色が指定されている       |                  |
| 揖斐郡 | 谷汲村   |          | なし     | なし           | 2005年1月31日 | -                                                  |                  |
| 揖斐郡 | 久瀬村   |          | あり     | 1979年10月23日 | 2005年1月31日 | 地色は紫色であり、紋章は白色が指定されている       |                  |
| 揖斐郡 | 坂内村   |          | なし     | なし           | 2005年1月31日 | -                                                  |                  |
| 揖斐郡 | 藤橋村   |          | なし     | なし           | 2005年1月31日 | -                                                  |                  |
| 吉城郡 | 国府町   |          | あり     | 1974年11月2日  | 2005年2月1日  | 地色は緑色であり、紋章は白色が指定されている       |                  |
| 吉城郡 | 上宝村   |          | なし     | なし           | 2005年2月1日  | 地色は白色であり、紋章は緑色が指定されている       |                  |
| 大野郡 | 久々野町 |          | なし     | なし           | 2005年2月1日  | 地色は臙脂色であり、紋章は橙色が指定されている     |                  |
| 大野郡 | 朝日村   |          | なし     | なし           | 2005年2月1日  | 地色は白色であり、紋章は青色が指定されている       |                  |
| 大野郡 | 清見村   |          | なし     | なし           | 2005年2月1日  | 地色は臙脂色であり、紋章は白色が指定されている     |                  |
| 大野郡 | 荘川村   |          | なし     | なし           | 2005年2月1日  | 地色は白色であり、紋章は緑色が指定されている       |                  |
| 大野郡 | 高根村   |          | なし     | なし           | 2005年2月1日  | 地色は緑色であり、紋章は白色が指定されている       |                  |
| 大野郡 | 丹生川村 |          | なし     | なし           | 2005年2月1日  | 地色は白色であり、紋章は青色が指定されている       |                  |
| 大野郡 | 宮村     |          | なし     | なし           | 2005年2月1日  | 地色は緑色であり、紋章は白色が指定されている       |                  |
| 武儀郡 | 板取村   |          | なし     | なし           | 2005年2月7日  | 地色は緑色であり、紋章は橙色が指定されている       |                  |
| 武儀郡 | 上之保村 |          | なし     | なし           | 2005年2月7日  | 地色は深緑色であり、紋章は白色が指定されている     |                  |
| 武儀郡 | 洞戸村   |          | なし     | なし           | 2005年2月7日  | 地色は黄色であり、紋章は黒色と白色が指定されている |                  |
| 武儀郡 | 武儀町   |          | なし     | なし           | 2005年2月7日  | 地色は濃青色であり、紋章は赤色が指定されている     |                  |
| 武儀郡 | 武芸川町 |          | なし     | なし           | 2005年2月7日  | 地色は濃緑色であり、紋章は白色が指定されている     |                  |
| 恵那郡 | 坂下町   |          | なし     | なし           | 2005年2月13日 | -                                                  |                  |
| 恵那郡 | 付知町   |          | なし     | なし           | 2005年2月13日 | -                                                  |                  |
| 恵那郡 | 福岡町   |          | なし     | なし           | 2005年2月13日 | -                                                  |                  |
| 恵那郡 | 加子母村 |          | あり     | 1972年2月29日  | 2005年2月13日 | 地色は白色であり、紋章は緑色が指定されている       |                  |
| 恵那郡 | 川上村   |          | なし     | なし           | 2005年2月13日 | -                                                  |                  |
| 恵那郡 | 蛭川村   |          | なし     | なし           | 2005年2月13日 | -                                                  |                  |
| 海津郡 | 海津町   |          | なし     | なし           | 2005年3月28日 | 地色は藍色であり、紋章は白色が指定されている       |                  |
| 海津郡 | 南濃町   |          | なし     | なし           | 2005年3月28日 | 地色は黄緑色であり、紋章は橙色が指定されている     |                  |
| 海津郡 | 平田町   |          | なし     | なし           | 2005年3月28日 | 地色は臙脂色であり、紋章は白色が指定されている     |                  |
| 可児郡 | 兼山町   |          | なし     | なし           | 2005年5月1日  | 地色は水色であり、紋章は白色が指定されている       |                  |
| 羽島郡 | 柳津町   |          | なし     | なし           | 2006年1月1日  | 地色は水色であり、紋章は白色が指定されている       |                  |
| 土岐郡 | 笠原町   |          | なし     | なし           | 2006年1月23日 | 地色は濃紺色であり、紋章は白色が指定されている     |                  |
| 安八郡 | 墨俣町   |          | なし     | なし           | 2006年3月27日 | 地色は緑色であり、紋章は白色が指定されている       |                  |
| 養老郡 | 上石津町 |          | なし     | なし           | 2006年3月27日 | 地色は白色であり、紋章は緑色が指定されている       |                  |

### 書籍
- 中川幸也『シリーズ人間とシンボル第2号「都市の旗と紋章」』中川ケミカル、1987年10月11日。
- NHK情報ネットワーク『NHKふるさとデータブック5 [東海]』日本放送協会、1992年4月1日。

### 都道府県書籍
- 岐阜県総務部総務課『市町村のシンボル的制度に関する事項』岐阜県総務部総務課、1987年8月。

### 自治体書籍
- 萩原町役場『萩原町例規集』岐阜県益田郡萩原町。
- 金山町役場『金山町例規集』岐阜県益田郡金山町。
- 巣南町役場『巣南町例規集』岐阜県本巣郡巣南町。
- 神岡町役場『神岡町例規集』岐阜県吉城郡神岡町。
- 春日村役場『春日村例規集』岐阜県揖斐郡春日村。
- 久瀬村役場『久瀬村例規集』岐阜県揖斐郡久瀬村。